# Wasylko Romanowicz
Wasylko Romanowicz (ur. 1203 w Haliczu, zm. 1269 lub 1271 we Włodzimierzu Wołyńskim) – książę włodzimierski, syn księcia wołyńsko-halickiego Romana Halickiego i jego drugiej żony Anny (Marii ?).
Po śmierci ojca w 1205 roku Wasylko razem z matką i starszym bratem Danielem, ratując się przed śmiercią, uciekli do Polski. Korzystając z walk między księstwami ruskimi polski książę Leszek Biały i król węgierski Andrzej II rozpoczęli interwencję na Rusi Wołyńsko-Halickiej.
Wskutek interwencji Wasylko i Daniel w 1215 roku odzyskali Włodzimierz, a w 1230 roku zjednoczyli cały Wołyń.
Między 1 marca 1226 a 28 lutego 1227 poślubił córkę Jerzego Wsiewołodowicza.
Książęta urządzali wspólnie z Jaćwingami łupieżcze wyprawy na tereny polskich księstw, m.in. w 1228 roku zapuścili się aż pod Kalisz.
W latach 1231–1238 prowadzili oni walkę o drugą część swojej ojcowizny – księstwo halickie, zajęte przez Węgrów. Wasylko w owym czasie rządził w Brześciu, a w 1241 roku przeniósł się do Włodzimierza.
W 1244 roku razem z bratem Danielem halickim spalił polski gród w Szczebrzeszynie.
Na czele pułku wołyńskiego wziął udział bitwie pod Jarosławiem.
W roku 1260 prowadził oddziały złotoordyjskiego baskaka Burundaja w przedniej straży wyprawy przeciw Litwie. W kolejnej wyprawie Burundaja w 1260 roku namawiał do poddania się mieszkańców Chełma i Sandomierza – tych drugich skutecznie, co skończyło się wydarzeniami opisanymi w Pieśniach Sandomierzanina:
W Sędomirzu co się też stało
Przez Tatary płaczliwe działo:
Tak ludzi wiele pobili,
Wisłę trupy zastawili,
Dziatki z krwią po wodzie płynęły.
Piotr z Krępej w ten czas starostą był,
Ksiądz Bolesław w Sędomirzu ji zostawił,
Sam do Siradza uciekszy, zbył,
Z starostą się tam nie bronił,
W pokoju grod Tatarom spuścił.
W roku 1261 na rozkaz Burundaja zburzył także Łuck i Krzemieniec.
Wasylko jest założycielem Wasilkowa.
Najpózniej na przełomie 1246/1247 r.  drugą żoną została Dubrawka, co potwierdza bulla papieska z 5 grudnia 1247, w której Innocenty IV uznał za ważny ich związek, mimo iż strony były spokrewnione w trzecim stopniu (oboje byli prawnukami księcia Bolesława III Krzywoustego). Małżonkowie doczekali się dwójki dzieci: syna Włodzimierza Iwana i córki Olgi, żony Andrzeja, księcia czernihowskiego.